# Wolkenstein (Saxe)
Pour les articles homonymes, voir Wolkenstein.
Wolkenstein est une ville de Saxe (Allemagne), située dans l'arrondissement des Monts-Métallifères, dans le district de Chemnitz.

## Géographie
La ville de Wolkenstein est située sur un éperon rocheux qui domine la vallée de Zschopau, à proximité du confluent des rivières Zschopau et Preßnitz. Dominant la vallée de Zschopau d'une hauteur de 70 m, le château de Wolkenstein a donné son nom à la commune.

## Jumelage
- 6e compagnie du Panzergrenadierbataillon 371 de Marienberg

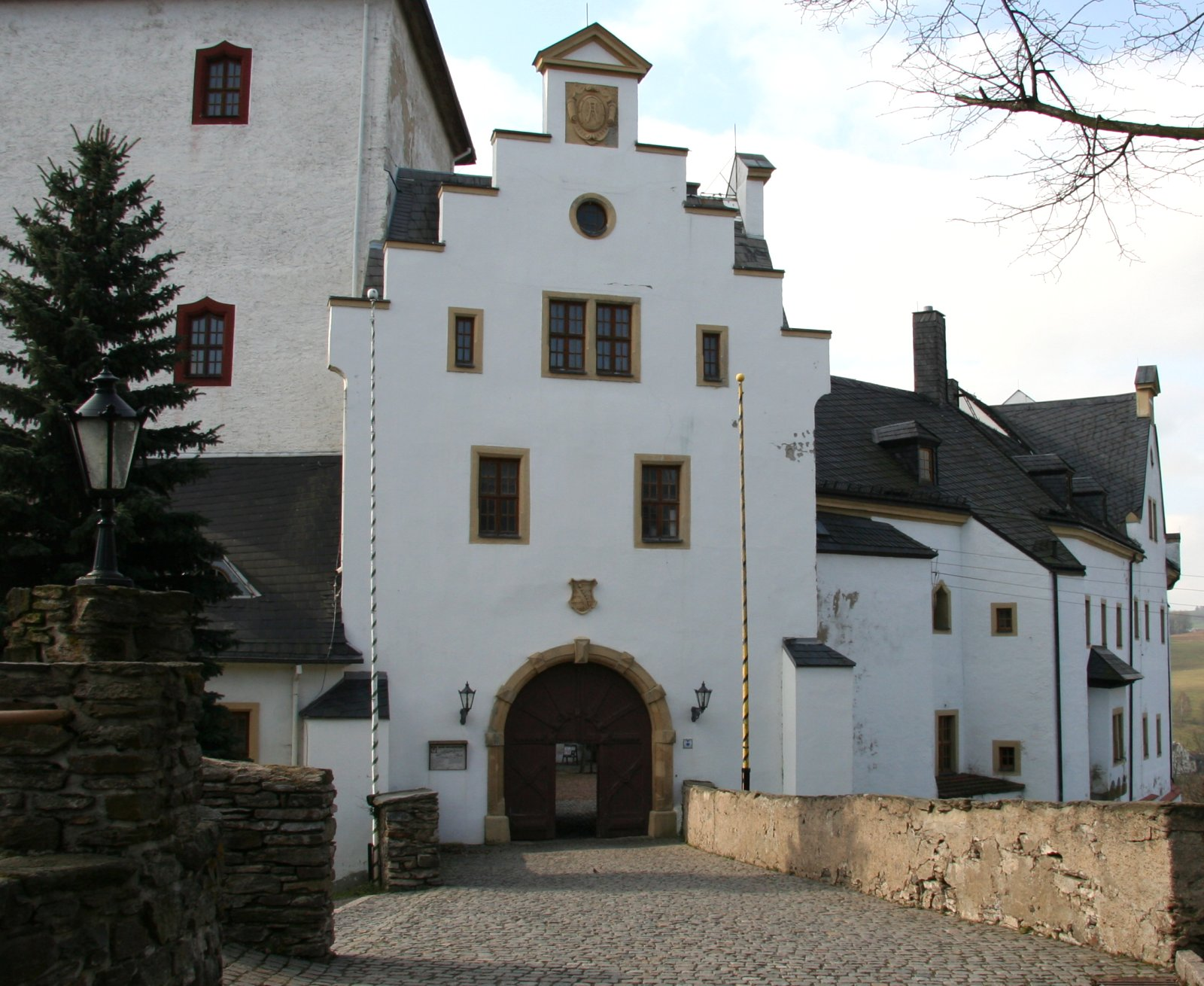
L'entrée du château de Wolkenstein.

- Bad Bentheim (1991)
- Ruppertshofen (1992)
- Postoloprty (2012)